# Der Untermensch

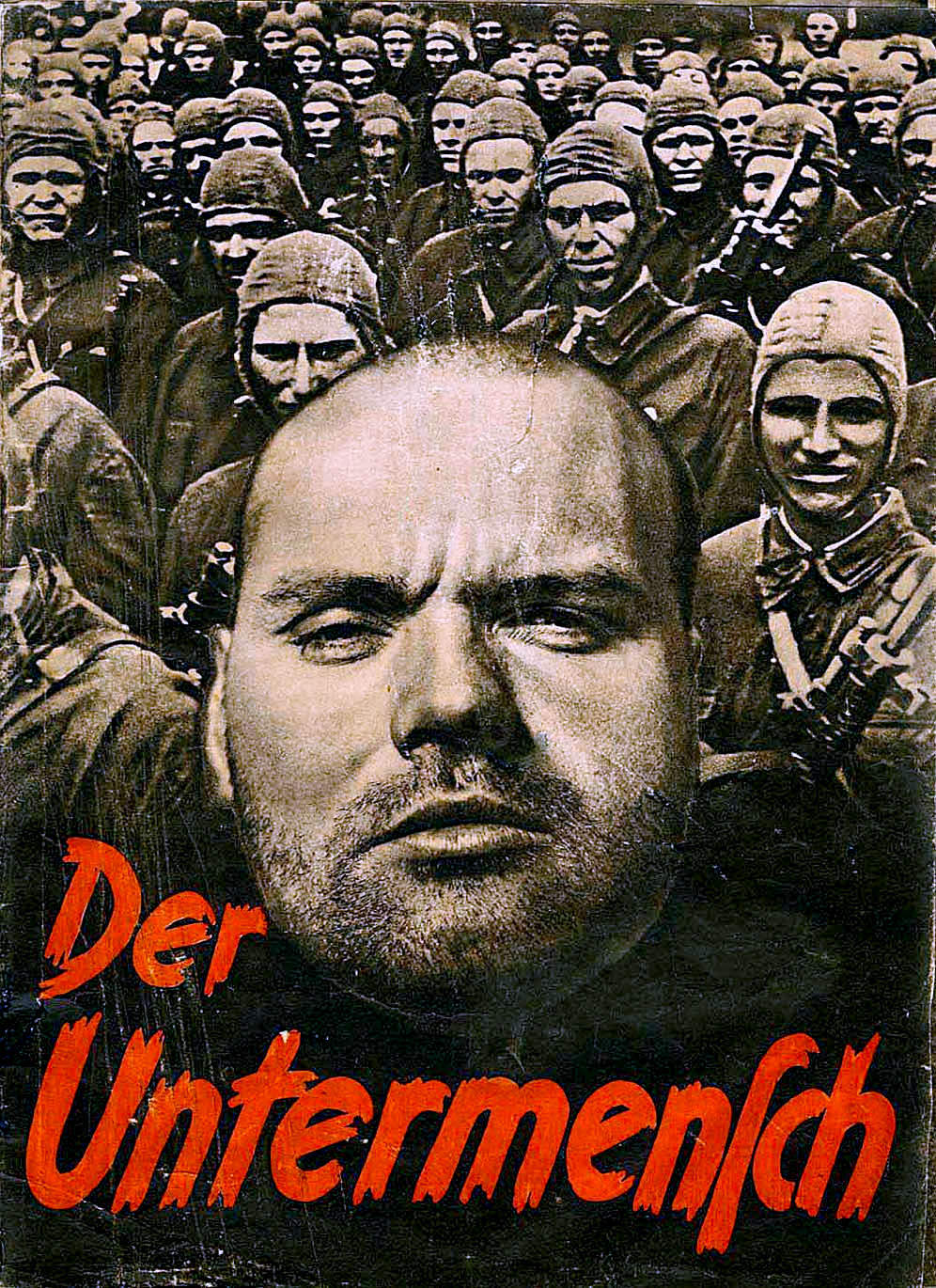
Titelbild des Buches.

Der Untermensch ist eine Schrift des SS-Hauptamtes beim Reichsführer SS von 1942 mit zahlreichen Auflagen bis 1943.

## Inhalt
Das Buch enthält verschiedene Textbeiträge sowie zahlreiche Fotografien von Juden und Angehörigen östlicher Völker in grob entstellender Form.
Beteiligt waren die Autoren und Fotografen Friedrich Franz Bauer, Georg Ebert, Helga Glassner, Max Göllner, Erna Hehmke, Walter Hege, Heinrich Hoffmann, Lieselotte Kattwinkel, Erna Lendvai-Dircksen, Hans Retzlaff, Risch-Lau, Charlotte Rohrbach, Hans Saebens, Jutta Selle, Ilse Steinhoff, Hans Tschira, Paula Wehr und Anna Winterer.
Die Schrift war angeblich sogar unter den Nationalsozialisten umstritten und wurde nach kurzer Zeit zurückgezogen.

## Charakterisierung des „Untermenschen“
Der antisemitische Text beginnt mit einer Behauptung Heinrich Himmlers aus dem Jahr 1935: „Solange es Menschen auf der Erde gibt, wird der Kampf zwischen Menschen und Untermenschen geschichtliche Regel sein, gehört dieser vom Juden geführte Kampf gegen die Völker… zum natürlichen Ablauf des Lebens,… wie der Kampf des Pestbazillus gegen den gesunden Körper.“
Der Untermensch sehe zwar so aus wie ein Mensch, sei jedoch eine „furchtbare Kreatur“, „geistig, seelisch tiefer stehend als jedes Tier.“ Er wird gekennzeichnet als „Wesen mit Zerstörungswillen“, „Gemeinheit“, „primitiver Begierde“ und sei von „Hass gegen den Kulturschöpfer“ getrieben.
Auf dem Hintergrund dieser dualistischen Rassenideologie wendet sich der Text gegen die Idee der Gleichheit. Der Mensch hat demnach im Laufe der Jahrhunderte Kultur, Familie, Volk und Staat geschaffen und wurde dadurch gut, groß und „Gottes Nächster“. Hingegen lebte der „Untermensch“ parallel dazu im Chaos mit Seinesgleichen als Dieb, Lästerer, Mörder, als Bestie unter der Führung des „ewigen Juden“, der das „Grauen über die Menschheit brachte“. Mit der Charakterisierung des jüdischen Purimfestes als „Verherrlichung“ von „Massenmord“ wird dazu die „grausame Vernichtung“ der „arischen“ Perser konstatiert.

## Begrifflichkeit
Die im Text verwendete Begrifflichkeit existierte bereits teilweise vor der Zeit des Nationalsozialismus in Deutschland. In Der Untermensch heißt es: „Ewig ist der Hass des Untermenschen gegen die hellen Gestalten, die Träger des Lichtes. Ewig droht aus den Wüsten der Untergang des Abendlandes.“ Seit Jahrtausenden werde Europa durch Hunnenhorden u. ä. von Feuer und Tod, Vergewaltigung und Mord, heimgesucht, die Apokalypse drohe. Die Verkörperung dieses „Vernichtungswillens“ sei der jüdische Bolschewismus, der so alt sei wie der Jude selbst. Das Volk gerate dabei in die „Sklaverei“, während seine führenden Köpfe abgeschlachtet würden. Durch „blutliche Vermischungen“ entarte das Volk.